# イ・グムヒ
イ・グムヒ（李錦姬、ハングル表記：이금희、1966年12月12日 - ）は、大韓民国のアナウンサー。2000年まで韓国放送公社(KBS)に所属した。

## 経歴
初等学校在学中、KBSの子供向け童謡番組『ヌガヌガ チャラナ』に出場する友人とともに放送局に出かけた際に見かけたアナウンサーに感化され、アナウンサーを目指すようになった。中学校、高等学校でも放送係を務めた。就職先にも放送局を選び、1988年10月のKBS第15期試験では合格できなかったものの、1989年の公開採用16期で採用された。入局して担当した番組は、アナウンサー志望のきっかけとなった『ヌガヌガ チャラナ』を改題した『全国子供童謡大会』であった。
1991年からは農家向け番組『6時 わが故郷(6시 내고향)』を担当した。外部のタレントを起用する番組が増え始めた時勢の中で、局のアナウンサーとして存在感を示し、3年5箇月にわたって進行を担当した。1998年からFMで担当した1970年代から1980年代の曲を取り上げる音楽番組は、若者向け番組とは異なる落ち着いた司会で注目を集めた。1997年には韓国アナウンサー連合会が選定するアナウンサーの賞を受賞、1998年には韓国放送大賞で個人賞を受賞した。
1998年6月から『아침마당（朝の広場）』の進行役を担当し、以降18年間進行役を務めた。活動の幅も広がり、1999年には母校の淑明女子大学校の言論情報学部で兼任教授として教壇に立つことになり。放送関連の講義を受け持った。1999年にはエッセイ集も出版した。
2000年にフリー宣言を行い、他局にも出演するようになった。2001年3月に開局した国楽FM放送では開局時から番組を持った。2005年にはMBCのクイズ番組の司会に起用された。この年にKBSが復活させたインタビュー番組『パワーインタビュー』の進行にも起用された。以前から担当している番組も、FMの音楽番組が2004年に放送2000回、『朝の広場』も担当以前の番組開始時から数えて4000回に達した。
2002年には淑明女子大学校出身のジャーナリストの親睦団体を設けるとともに、同校学生の業界進出を支援するアカデミーを作った。2003年同校卒のSBSのチョン・ミソンがこのアカデミーの最初の受講生であるほか、2015年には地上波3局の夜のニュースに出演する女性アナウンサー全員が同校出身者で占めることになった。

## 学歴
出身校の東明女子高等学校は放送関係者を多数輩出している。
- 1984年、東明女子高等学校（朝鮮語版）卒業[24]
- 1988年、淑明女子大学校 政治外交学科

## 表彰
- 1998年: 第25回韓国放送大賞[12][13]
- 2000年2月: 第13回キリスト教文化大賞 - 番組『사랑의 리퀘스트』の進行に対して[25]
- 2001年10月: 第38回貯蓄の日 国務総理表彰 - KBS入局時から毎月収入の一定割合を積立する貯蓄を行ったとして[26]